# Mont Ōmanago
Le mont Ōmanago (大真名子山, Ōmanago-san) est une montagne du Japon située dans la préfecture de Tochigi.

## Toponymie
Dans les monts Nikkō, les formes et hauteurs relatives des monts Nantai, Nyohō, Tarō, Komanago et Ōmanago suggèrent qu'ils formeraient ensemble une famille de divinités du shintō dont le volcan Nantai serait le père, le volcan Nyohō la mère et le volcan Tarō le fils aîné. Le terme manago (真名子) s'écrit aussi 愛子 (ou 愛児) et désigne un « enfant bien-aimé » d'une famille. Le sinogramme 大 signifiant « grand », le volcan Ōmanago serait la sœur aînée de la famille,.

## Géographie

### Situation
| \| Nantai Tarō Nyohō Akanagi Ōmanago Senjōgahara Nikkō-Shirane Komanago Lac Chūzenji Nikkō Rivière Daiya \| Le mont Ōmanago dans les monts Nikkō. |
| Nantai Tarō Nyohō Akanagi Ōmanago Senjōgahara Nikkō-Shirane Komanago Lac Chūzenji Nikkō Rivière Daiya                                             |

Le mont Ōmanago est entièrement situé dans la ville de Nikkō (préfecture de Tochigi), sur l'île de Honshū, au Japon. Environ 120 km au nord de l'agglomération de Tokyo, il est un des sommets des monts Nikkō, un complexe volcanique de l'Ouest de Nikkō dominé par le mont Nikkō-Shirane, son point culminant à 2 578 m d'altitude.

### Panorama

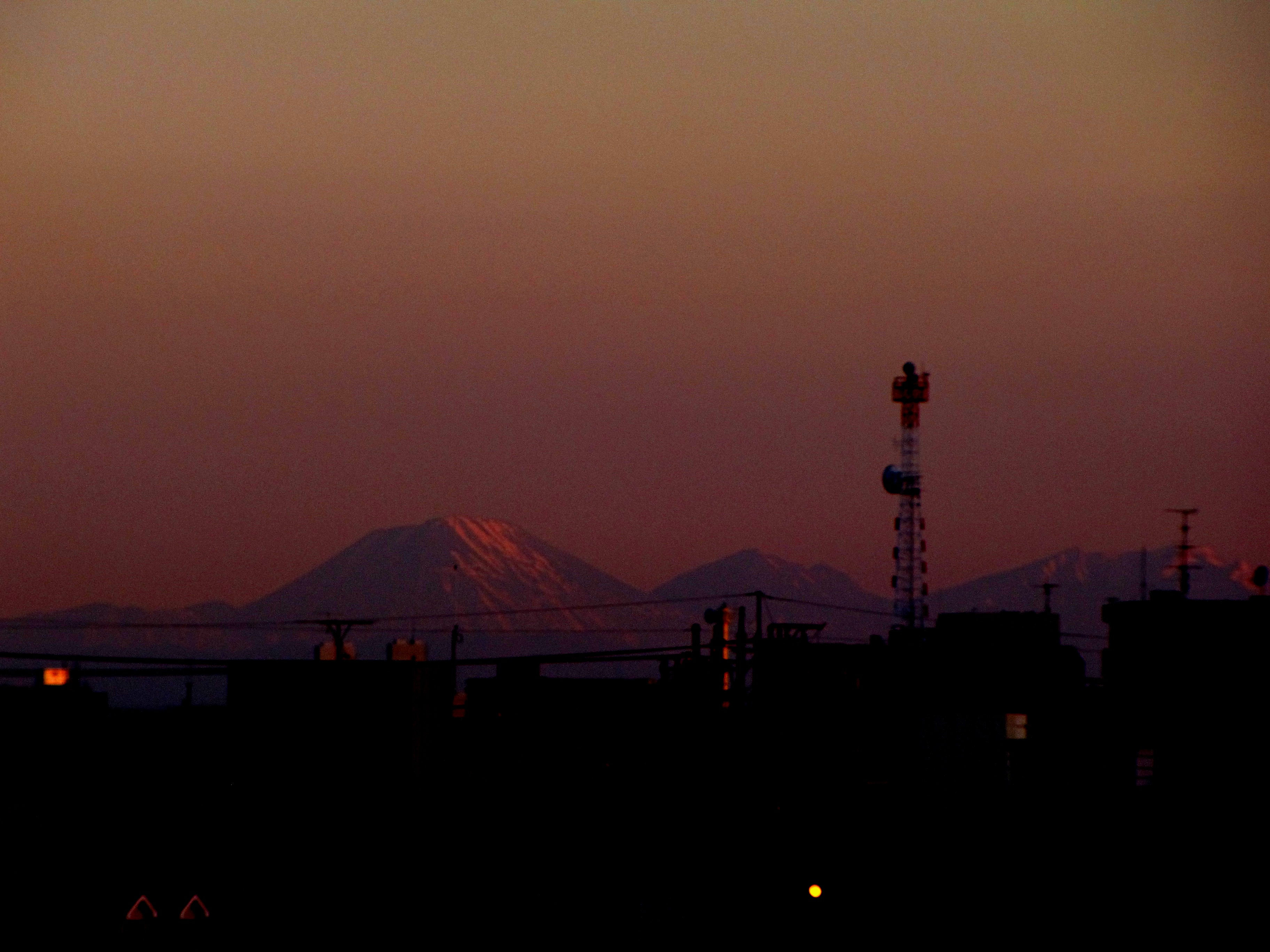
Le mont Ōmanago depuis Saitama, 100 km au sud-est de Nikkō.

Le sommet du mont Ōmanago offre une vue panoramique sur les autres volcans des monts Nikkō, les monts Taishaku, Komanago, Nantai et Nyohō voisins notamment, le haut plateau Senjō, la zone d'habitation d'Imaichi à l'est et, plus largement, la plaine de Kantō au sud-est.
Au loin, par temps très clair, il est possible de voir ou d'apercevoir le mont Hiuchi du village de Hinoemata dans la préfecture voisine de Fukushima, la plus haute montagne de la région du Tōhoku, l'océan Pacifique, à l'est, le mont Akagi, le plus haut sommet de la préfecture de Gunma, le mont Kumotori, point culminant de la métropole de Tōkyō dans les monts Okuchichibu, et le mont Fuji, distant de 170 km au sud-ouest.
Lorsque le ciel est bien dégagé, le mont Ōmanago est visible du haut des immeubles élevés de la capitale japonaise, du dernier étage du Sunshine 60 par exemple, un gratte-ciel du quartier d'Ikebukuro, et aussi de l'île artificielle Umi-hotaru, une aire de repos de la Tokyo Wan Aqua-Line, en baie de Tokyo, 120 km au sud-est de Nikkō.

### Climat
Le climat du mont Ōmanago correspond à celui d'Oku-Nikkō, la partie sud-ouest de la ville de Nikkō. Il est du type continental humide. La température annuelle moyenne est d'environ 7 °C et les précipitations annuelles sont de 2 169 mm. L'hiver, le mercure peut descendre jusqu'à −9 °C et grimper jusqu'à 23 °C en été.
En hiver, un vent froid et humide venu de Sibérie, via la mer du Japon, apporte de la neige sur les sommets des monts Nikkō.
| Mois                                | jan.  | fév.  | mars  | avril | mai   | juin  | jui.  | août  | sep.  | oct.  | nov.  | déc.  | année   |
| ----------------------------------- | ----- | ----- | ----- | ----- | ----- | ----- | ----- | ----- | ----- | ----- | ----- | ----- | ------- |
| Température minimale moyenne (°C)   | −8,1  | −8,8  | −5,1  | 0,1   | 5,1   | 10,1  | 14,4  | 15,3  | 11,6  | 5,1   | −0,2  | −5    | 2,9     |
| Température moyenne (°C)            | −4,1  | −3,9  | −0,7  | 5     | 9,9   | 13,7  | 17,7  | 18,7  | 14,9  | 9,1   | 4     | −1    | 6,9     |
| Température maximale moyenne (°C)   | −0,4  | 0     | 3,6   | 10    | 14,8  | 17,7  | 21,6  | 22,6  | 18,6  | 13,2  | 8,2   | −2,9  | 10,3    |
| Ensoleillement (h)                  | 170,2 | 162,1 | 188,1 | 185,9 | 167,8 | 107   | 108,3 | 128,3 | 100,4 | 128,9 | 152,7 | 164,7 | 1 764,4 |
| Précipitations (mm)                 | 52,3  | 58,8  | 109,4 | 157,8 | 174,6 | 220,9 | 277   | 394,2 | 363,2 | 201,8 | 107,6 | 51,4  | 2 169   |
| dont neige (cm)                     | 114   | 124   | 113   | 23    | 0     | 0     | 0     | 0     | 0     | 1     | 12    | 62    | 449     |
| Nombre de jours avec précipitations | 15    | 15    | 19    | 16    | 16    | 20    | 23    | 20    | 22    | 15    | 11    | 10    | 202     |
| Humidité relative (%)               | 65    | 65    | 66    | 68    | 75    | 85    | 87    | 87    | 87    | 80    | 71    | 66    | 75      |
| Nombre de jours avec neige          | 25,1  | 21,8  | 29,9  | 6,8   | 0,8   | 0     | 0     | 0     | 0     | 0,6   | 6,5   | 20    | 101,5   |
| Nombre de jours avec brouillard     | 2,8   | 4,8   | 5,8   | 9,4   | 12,9  | 14,7  | 17,6  | 15,3  | 14,9  | 11,4  | 6,6   | 4,3   | 120,3   |

| Diagramme climatique                                  |           |              |            |              |               |             |               |               |              |              |            |
| J                                                     | F         | M            | A          | M            | J             | J           | A             | S             | O            | N            | D          |
| −0,4−8,152,3                                          | 0−8,858,8 | 3,6−5,1109,4 | 100,1157,8 | 14,85,1174,6 | 17,710,1220,9 | 21,614,4277 | 22,615,3394,2 | 18,611,6363,2 | 13,25,1201,8 | 8,2−0,2107,6 | −2,9−551,4 |
| Moyennes : • Temp. maxi et mini °C • Précipitation mm |           |              |            |              |               |             |               |               |              |              |            |

## Histoire
Il y a environ 560 000 ans, par accumulation de coulées de lave et d'éjectas, le mont Nyohō émerge de la croûte terrestre, sur l'arc volcanique nord-est de l'île de Honshū. Avec celle du mont Akanagi voisin, sa formation marque le début de l'activité volcanique des monts Nikkō,.
Par la suite, le centre d'activité volcanique se déplace vers l'ouest. Les édifices volcaniques Sannōbōshi, Komanago, Tarō et Ōmanago se forment successivement il y a 100 000 ans. Leur période d'activité a pris fin il y a environ 50 000 ans.

## Activités

### Randonnée
La voie classique d'ascension du mont Ōmanago est, sur son versant sud, un sentier de randonnée étendu sur environ 1,5 km et 590 m de dénivelé. Le sentier débute au lieu-dit Shizu-nokkoshi (志津乗越), au col Shizu (altitude 1 785 m), au pied du volcan. Cette voie d'accès à la cime de l'édifice volcanique est d'autant plus populaire que le col Shizu est accessible depuis la rive nord du lac Chūzenji, en passant par le sommet du mont Nantai (altitude 2 486 m), volcan classé parmi les 100 montagnes les plus célèbres du Japon.
Il est aussi possible d'accéder à la face nord de la montagne depuis le sommet du mont Komanago voisin, via le col Takanosu.